# George Rodger
George Rodger (19 de març de 1908 - 24 de juliol de 1995) és un fotoperiodista britànic famós pel seu treball a l'Àfrica així com per les seves fotos del camp de concentració de Bergen-Belsen.

## Biografia
Neix el 1908 a Hale, al comtat de Cheshire (Gran Bretanya) al si d'una família d'origen escocès.En George Rodger, a la seva infantesa i adolescència és un gran lector d'autors com Conrad o Stevenson que el porten a desitjar viatjar per viure una aventura. El 1926, amb divuit anys, s'embarca al Matra, un vaixell de càrrega de la marina mercant anglesa. Després de fer diverses voltes al món s'estableix als Estats Units, que en aquell moment es trobava sacsejat per la crisi econòmica del 1929. Allà viu anys difícils fins que el 1935 torna al seu país.
Un cop establert, treballa a Londres per la BBC entre el 1936 i el 1938, on s'inicia en la fotografia. Treballant per l'agència Black Star, publica les seves fotografies a diferents revistes com Tatler, Sketch i Bysander New. El seu reportatge sobre el Blitz de Londres crida l'atenció de la revista Life, que el contracta com a reporter de guerra (1939-1945). A tots els seus viatges participa en accions de guerra, fent-lo mereixedor de fins a divuit condecoracions militars.

En plena Segona Guerra Mundial es trasllada al front a l'Àfrica occidental, Eritrea, Abisinia, Iran i Birmània. Al nord d'Àfrica coneix a Robert Capa amb qui establirà una profunda amistat. Després es traslladen junts a Itàlia on segueixen el desembarcament de les tropes aliades a Sicília i Campània. També participen en el dia D a les costes de Normandia. El 20 d'abril de 1945 esdevé el primer fotògraf a entrar al camp de Bergen-Belsen. Per el que veu allà decideix deixar el reportatge de guerra i comença un llarg viatge per Àfrica i Orient Pròxim. 
"L'instint natural d'un fotògraf el porta sempre a realitzar imatges de qualitat. A Bergen-Belsen intentava fer bones fotos, com sempre. Però al meu davant hi havien morts. Vaig pensar que al meu interior hi devia haver alguna cosa profundament xocant si no m'havia retirat de seguida […] Aleshores vaig decidir que mai no tornaria a fotografiar la guerra, no tornaria a guanyar diners amb la miseria dels altres. Podent escollir, deixaria de ser reporter de guerra"
El 1947 co-funda l'agència parisina Magnum Photos juntament amb Capa, Cartier-Bresson i William Vandivert,. Entre 1947 i 1979 dedica la seva atenció als costums dels pobles africans fent fins a quinze viatges. Al llarg d'un viatge des de Ciutat del Cap fins al Caire realitza unes fotografies excepcionals sobre la tribu dels Nuba a Kordufan (Sudan). Aquestes fotografies donaran com a fruit una publicació titulada Village of the Nubas (1955).
George Rodger deixa un llegat fotogràfic molt extens obres com People Are People, The World Over o Generation Children, amb textos redactats per la seva dona, la periodista Jinx Rodger. Els seus reportatges sobre el Sàhara, els tuaregs i la vida animal han estat publicats per National Geographic. El 1979, Rodger viatja per últim cop a l'Àfrica. Mor quinze anys més tard, després d'una llarga malaltia.